# Uomo di latta
L'uomo di latta (in inglese The Tin Man) è un personaggio immaginario del romanzo per ragazzi Il meraviglioso mago di Oz, scritto da L. Frank Baum. È chiamato anche con i nomi taglialegna di latta o boscaiolo di stagno.

## Storia del personaggio
Prima di ridursi in quello stato, egli era un ragazzo in carne ed ossa, figlio di un taglialegna che viveva nella foresta con il padre e la madre vendendo il legno ricavato dagli alberi. Quando i suoi genitori morirono decise di sposarsi con una ragazza proveniente dal paese dei Munchkins. Questa però accudiva una vecchia molto pigra che, non volendo perdere colei che l'accudiva, chiese alla strega dell'Est di rendere indisposto lo spasimante della giovane che, a causa di tale maledizione, perse prima le due gambe e poi, man mano, tutto il corpo per colpa della sua stessa ascia. Grazie all'aiuto di un abile fabbro venne però ricomposto e fu trasformato così in un taglialegna di latta così, senza cuore, perse l'amore per la bella ragazza. Un giorno, mentre si trovava nel bosco, venne colto da un improvviso temporale che arrugginì tutte le sue articolazioni, immobilizzandolo.
Un anno dopo tale avvenimento passarono dalla foresta Dorothy e il suo amico spaventapasseri, decisi a recarsi dal grande mago di Oz per chiedergli, la prima il ritorno a casa il secondo un cervello. I due, dopo aver trovato l'uomo di latta in questo pessimo stato, decisero di aiutarlo e, grazie all'oliatore, che egli teneva conservato in casa, sbloccarono le sue articolazioni. Dopo avergli raccontato la sua storia, l'uomo di latta, disperato perché senza cuore, pensò giusto viaggiare insieme ai suoi salvatori verso la città di smeraldo per chiedere al mago di donargli un cuore nuovo.
Durante il viaggio si unì al gruppo anche un leone codardo, in cerca di coraggio. Dopo lo scontro con i feroci Kalidah, mostri metà orso e metà tigre, sconfitti grazie all'intervento dell'uomo di latta che li fece precipitare in un burrone, Dorothy e il Leone caddero vittima di un maleficio causato da un gran numero di papaveri. Salvando la regina dei topi da un malvagio gatto selvatico, l'uomo di latta riuscì a liberare il leone dall'incantesimo e a continuare il viaggio. La piccola compagnia riuscì a raggiungere così la città di smeraldi. Accolti con tutto rispetto dagli abitanti locali i quattro vennero ricevuti, uno alla volta e in giorni diversi, dal mago di Oz. Questi, apparso ai visitatori sotto diverse forme, al boscaiolo come una "orribile bestia con il corpo peloso e grande come quello di un elefante, undici arti, un capo simile a quello di un rinoceronte con cinque occhi", ordinò loro di annientare la strega dell'Ovest se volevano ricevere i doni che hanno chiesto.
Nella foresta oscura Dorothy e i suoi compagni fronteggiarono gli scagnozzi della strega. L'uomo di latta affrontò ed eliminò, grazie alla sua fedele ascia, un branco di lupi e uno sciame di api che volevano distruggerli. Con l'arrivo delle scimmie volanti si concludeva però la loro resistenza: l'uomo di latta venne trascinato nelle montagne e ridotto a un cumulo di ferraglia. Solo l'intervento di Dorothy, che intanto aveva sconfitto la strega, riuscì a salvarlo. Vincitori, i quattro si recarono di nuovo dal mago, dichiarando di aver sconfitto la strega. Scoprirono però che quello non era un vero stregone ma un povero uomo perdutosi dopo un viaggio in mongolfiera. Desideroso di riscattarsi, il grande imbroglione tentò di esaudire comunque i doni e mise nel petto dell'uomo di latta un piccolo cuore foderato di seta.
L'uomo di latta accompagnò ancora Dorothy nella terra del Sud alla ricerca della strega buona Glinda, che l'avrebbe riportata a casa. Durante il tragitto affrontò e sconfisse alcuni alberi combattenti, che avevano già messo al tappeto lo spaventapasseri. Dopo aver salutato l'amica, tornata nella propria terra d'origine, si recò nella terra Winkie, un tempo sotto il dominio della strega e, per loro acclamazione, divenne re di quelle terre.